# Obélus
«  ÷ » redirige ici. Pour les autres significations, voir ÷ (album).
L'obélus « ÷ », forme primitive de l’obèle †, qui ressemble au signe plus (+), est un signe utilisé en mathématiques pour signifier la division.

## Division
La division est aussi représentée par les deux-points « : », ou par la barre oblique « / » utilisée comme barre de fraction.

## Histoire
Ce signe a été introduit par le mathématicien suisse  Johann Heinrich Rahn en 1659 puis popularisé dans le monde anglophone par John Pell.
En Belgique[réf. souhaitée] et en Suisse, le deux-points « : » est préconisé dans l'enseignement public. Les anciennes tables de division françaises utilisaient aussi le signe deux-points.  C'était la norme figurant sur les tables arithmétiques au dos des cahiers scolaires des classes élémentaires.
En France, l'obélus « ÷ » et la barre oblique « / » sont maintenant obligatoires dans l'enseignement. Mais le programme de l'Éducation nationale n'a pas valeur normative pour les écrits administratifs et de la vie courante. Dans les faits, le deux-points « : » est aussi utilisé et enseigné au premier degré (école primaire en France). Au second degré, l'obélus est le symbole sur toutes les calculatrices, même celles des téléphones portables.
En Italie, l'obélus sert pour la division et également pour représenter un intervalle fermé. Par exemple {\displaystyle [9;11]} peut s'écrire « 9 ÷ 11 ».
Dans les pays anglophones, le deux-points « : » est utilisé pour exprimer un ratio. L'obélus « ÷ » est le symbole utilisé pour la division ainsi que la barre oblique « / ».

## Représentation informatique
Pour écrire ÷ avec un clavier AZERTY, il faut maintenir la touche Alt, taper 2, 4, 6, puis relâcher Alt.
L'obélus est codé 00F7 en Unicode. En LaTeX, il s'obtient avec la commande \div.
En HTML, il correspond à l’entité &divide;.